# 葡式大雜燴

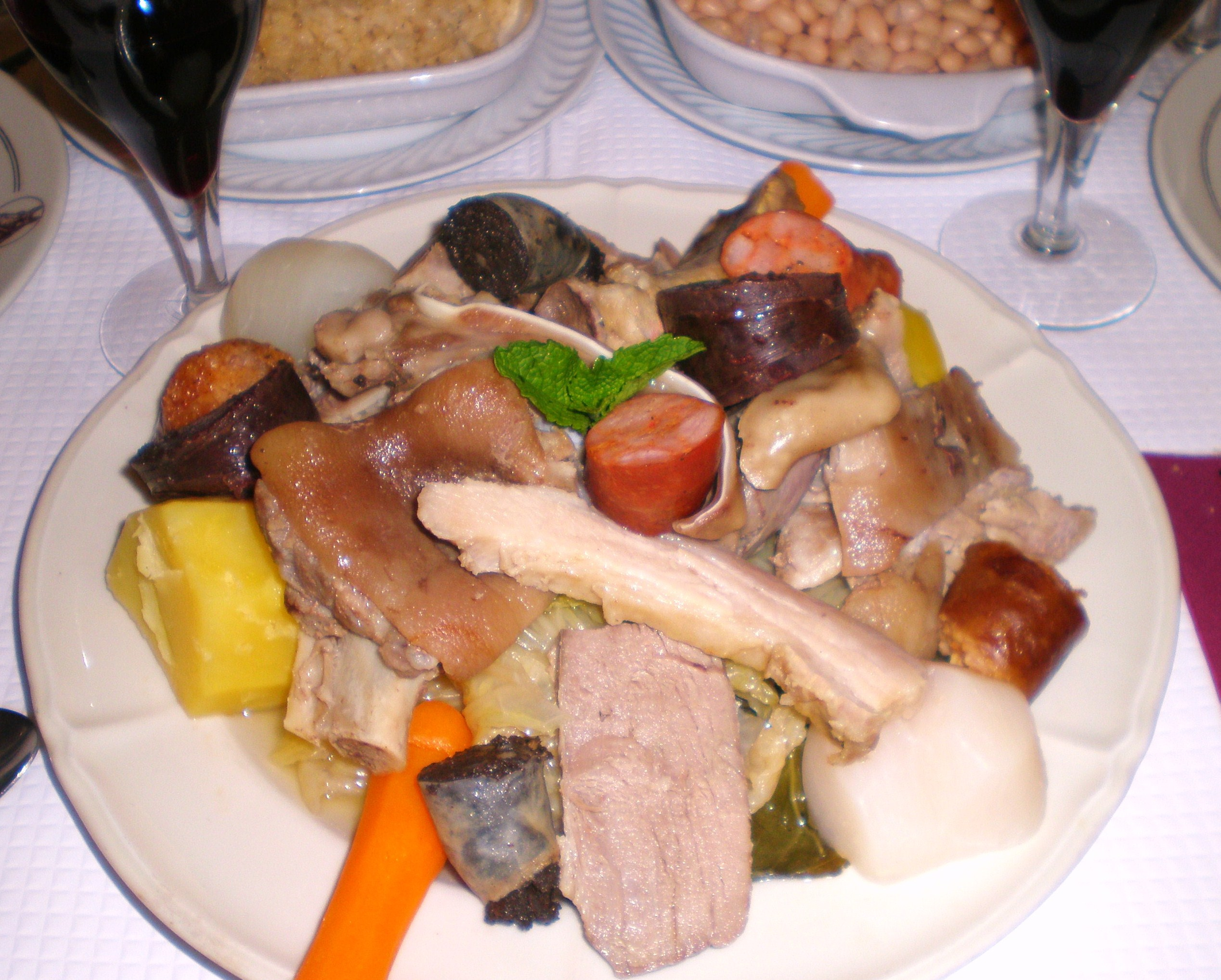
圖為葡萄牙亂燉，一道與葡式大雜燴非常相似的菜式。

葡式大雜燴（葡萄牙語：Tacho，原意為“鍋”或“平底鍋”）是澳門土生葡菜中一道菜肉濃湯或砂鍋菜，被認為是葡國菜中葡萄牙亂燉的本地變體，而葡國菜在殖民地時期對澳門菜有深遠的影響。其製作和上菜方式與燉菜鍋或新英格蘭燉菜近似。

## 歷史
葡式大雜燴被認為是一種冬季菜色，製作時間可高達三天。一般在假期食用，代表家族團結。
最少有一處資料來源指出葡式大雜燴最初是一道利用節慶宴會剩菜製成的菜式。
葡式大雜燴在過去被視為是一道富人菜。它是一道相對少見的菜式，即使到現在也是如此。

## 描述、食材和製作
葡式大雜燴由多種肉類和蔬菜經長時間燉煮而成，燉煮時間有時會長達數天。
這道菜既有葡菜的影響，也有粵菜的影響。 它由葡萄牙亂燉演變而成，但許多食材都被廣東食材所替換。儘管食譜之間有差別，葡式大雜燴一般都會有代表性地以中式臘腸來取代葡萄牙亂燉中的葡萄牙香腸，而白蘿蔔則取代了葡萄牙亂燉中的蕪菁。葡式大雜燴有時會含有炸豬皮、豬腳和蝦醬。甚至有食譜使用了魚鰾。椰菜則是葡式大雜燴中的常見食材。